# Livia Drusila
Livia Drusila o Julia Augusta (59/58 a. C.-29 d. C.) fue la tercera esposa del emperador Augusto. Era hija de Marco Livio Druso Claudiano, quien se suicidó en la batalla de Filipos.
Se casó en primeras nupcias con Tiberio Claudio Nerón, a quien dio dos hijos: Tiberio Claudio Nerón, futuro emperador, y Druso, gran general. Fue abuela de Germánico y Claudio, bisabuela de Calígula y Agripina la Menor y tatarabuela de Nerón.
Fue deificada por Claudio y recibió el título de Augusta después de que Tiberio se negase a hacerlo y a ejecutar su testamento, tarea que fue llevada a cabo por Calígula.
En 42 a. C., su padre la casó con Tiberio Claudio Nerón, su primo, de condición patricia, que luchaba con él en el lado de los asesinos de Julio César contra Octavio. Su padre se suicidó en la batalla de Filipos, junto con Cayo Casio Longino y Marco Junio Bruto, y su marido a continuación siguió luchando contra Octavio, ahora en nombre de Marco Antonio y de su hermano. En 40 a. C., la familia se vio obligada a huir de Italia con el fin de evitar las proscripciones octavianas, y se unió a Sexto Pompeyo en Sicilia, después de pasar a Grecia.
Sobrevivió a su segundo hijo Nerón Claudio Druso y a sus nietos: Germánico, hijo de Druso el Mayor y a su primo Druso el Menor, hijo de Tiberio.

## Biografía
Livia nació el 30 de enero del año 59 o 58 a. C., hija de Marco Livio Druso Claudiano y su esposa Alfidia, quien era hermana de Aufidio Lurco. En 42 a. C., su padre se suicidó en Filipos junto con Casio y Bruto, los asesinos de Julio César, que fueron derrotados por Octaviano y Marco Antonio.
El diminutivo de Drusila («la pequeña Drusa») hace pensar que pudiera tratarse de una segunda hija.

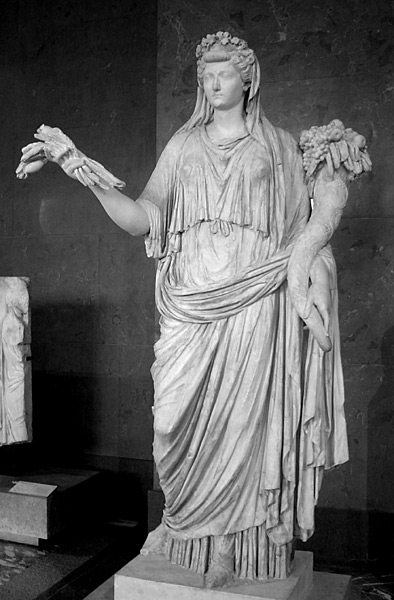
Estatua de Livia vestida como Ceres (Museo del Louvre, París).

### Matrimonio con su primo Tiberio y con el emperador Augusto
En torno a 42 a. C., contrajo matrimonio con Tiberio Claudio Nerón, un primo suyo de familia patricia. Después de la Guerra Civil que siguió al asesinato de Julio César, Tiberio Claudio Nerón estaba en el bando contrario a Octavio; la familia sobrevivió a la persecución y se encontró con Augusto en 39 a. C.. En aquellos momentos, Livia ya tenía un hijo, el futuro emperador Tiberio, y estaba embarazada del segundo, Druso el Mayor. La leyenda cuenta que Augusto se enamoró fulminantemente de ella, pues pasaba por ser una de las mujeres más bellas de su tiempo, y que se casaron un día después de que sus divorcios fueran anunciados. Aparentemente, Tiberio Claudio Nerón estuvo de acuerdo en ello y fue a la boda. La importancia del papel de los Claudios en la política de Augusto y la supervivencia política de Tiberio Claudio Nerón parecen las explicaciones más racionales para esta tempestuosa unión.
De cualquier modo, el matrimonio entre Livia y Augusto se mantuvo durante los siguientes 52 años, a pesar del hecho de que no tuvieron hijos, y ella siempre disfrutó del privilegio de ser la consejera de confianza de su esposo.

### Livia, emperatriz de Roma
Después del suicidio de Marco Antonio tras la batalla de Accio en 31 a. C., Octaviano no encontró más oposición a su poder. Finalmente, y siempre con Livia a su lado, fue nombrado emperador de Roma con el título de Caesar Augustus. Juntos establecieron el modelo de pareja romana. A pesar de su riqueza y de su poder, Augusto y su familia siguieron viviendo modestamente en su casa del Palatino. Livia fue el paradigma de la matrona romana: nunca llevó excesiva joyería ni vestidos pretenciosos, se ocupó de las labores domésticas y de su esposo —en ocasiones tejiendo ella misma sus ropas—, aunque intervino activamente en política, siendo considerada la mano derecha del emperador Augusto.
En 35 a. C., Augusto permitió a Livia administrar sus propias finanzas y le dedicó una estatua pública. Livia tuvo su propio círculo de clientes y colocó a muchos de sus protegidos en puestos oficiales, incluyendo al abuelo de Otón y al mismo Galba. A la muerte de su esposo, Livia logró que Tiberio, su hijo mayor, fuese investido emperador, tras las sospechosas muertes de otros miembros de la familia imperial. Sin embargo, cuando murió, Tiberio recibió la noticia con frialdad, y no solo no asistió a sus funerales, sino que prohibió que se le rindieran los honores correspondientes.

### Madre e hijo
Livia desempeñó un papel vital en la formación de sus hijos Tiberio y Druso. La atención se centra por su parte en el divorcio de su primer marido, padre de ambos, en 39 a. C. Sería interesante conocer su papel en este, así como en el divorcio de Tiberio y Vipsania en 12 a. C., debido a la insistencia de Augusto: si fue neutral o meramente pasiva, o si ella intervino activamente en este proceso, actos por los que Tiberio pudo guardarle rencor a su madre, ya que él se vio obligado a abandonar a la mujer que amaba por consideraciones dinásticas.

### Personalidad

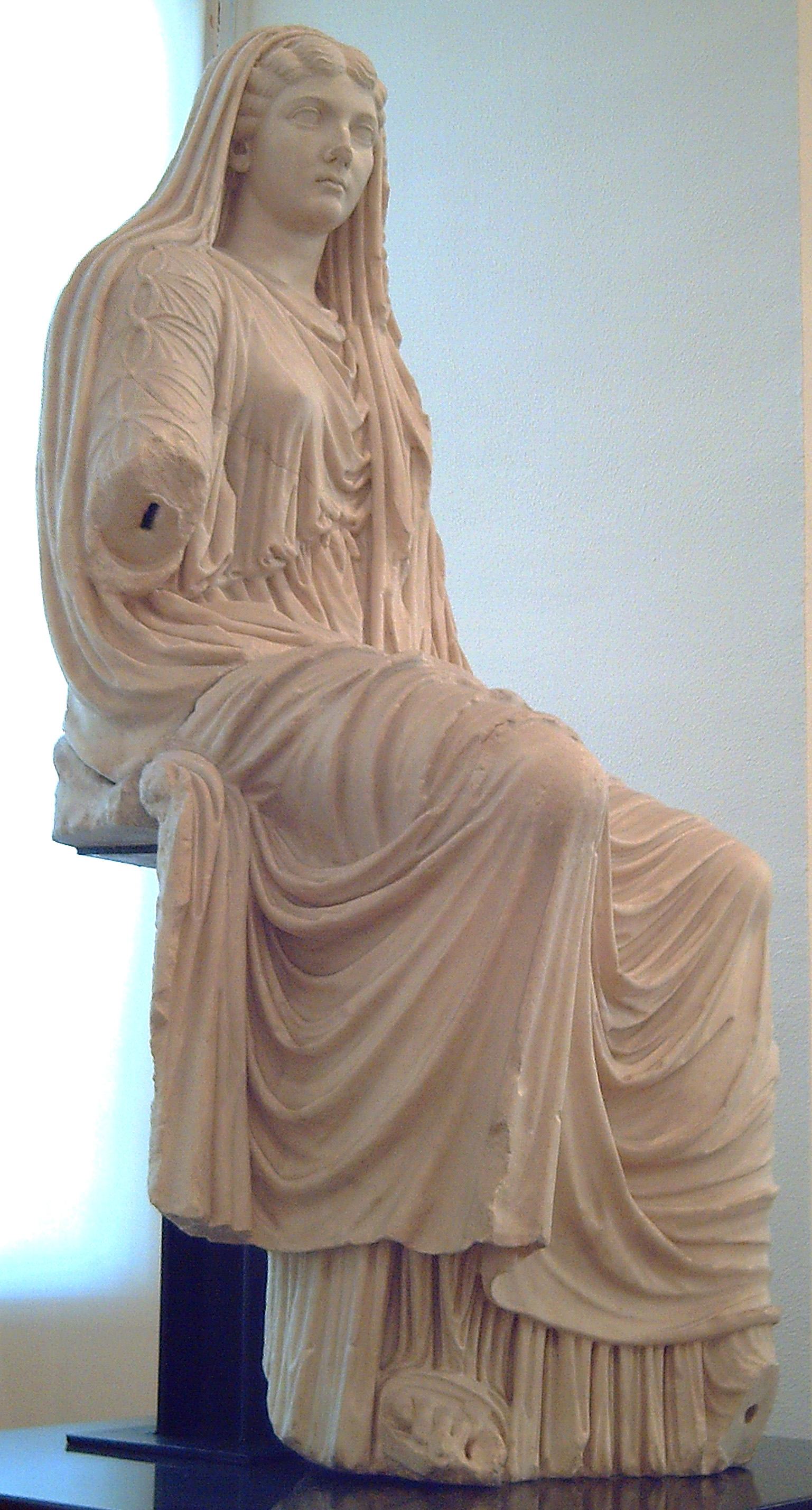
Estatua de Livia Drusila divinizada de Paestum. Porta un velo como sacerdotisa del culto de Augusto. Museo Arqueológico Nacional de Madrid

Durante su tiempo, Livia gozó de la popularidad del pueblo romano. Para ser más que la "mujer bonita", como se describe en los textos antiguos, Livia se sirve de la imagen pública de la idealización de las cualidades femeninas romanas, una figura maternal, y, finalmente, una diosa como la representación que alude a su virtud. Livia, que simboliza el poder en la renovación de la República con las mujeres y virtudes que muestra en público, tuvo un efecto espectacular en la representación visual del futuro imperial de la mujer como ideal de honorables madre y esposa romana, aunque después ha sido sospechosa del envenenamiento de muchos de estos personajes, entre ellos del de su hijastra Julia.
"Se escuchó el rumor de que, cuando Marcelo, sobrino de Augusto, murió en 23 a. C., no fue por muerte natural, y que detrás de esto se encontraba Livia" (Dión Casio) 55.33.4). Uno por uno, todos los hijos de Julia y Marco Vipsanio Agripa habían muerto prematuramente: en primer lugar y, a continuación, Lucio y Cayo, a quienes Augusto había adoptado como hijos, con la intención de que fueran sus sucesores. Por último Agripa Póstumo, el menor, a quien Augusto había adoptado como hijo, también fue encarcelado por conspiración y finalmente muerto. Tácito y Dión Casio mencionan en sus obras estos rumores, pero Suetonio no hace mención de los mismos, ni hay pruebas suficientes para darlos por válidos.

## Deificación
En el año 41 su nieto Claudio la reivindicó con todos sus honores y se completó su deificación, proclamándola Diva Augusta (la Divina Augusta), recibiendo como símbolo un carro tirado por elefantes, para transmitir su imagen en todos los juegos públicos. Se elevó una estatua en su honor en el templo de Augusto, junto con su marido y se celebraron carreras en su honor. Las mujeres romanas invocaban su nombre en sus juramentos sagrados. También tuvo su propio templo dedicado en la ciudad ática de Ramnunte.
Su divinización suponía un refuerzo al simbolismo de la familia imperial romana, haciéndola modelo virtuosa de matrona y al mismo tiempo, junto con la divinización de su marido, implicaba dar también carácter divino a sus descendientes de la dinastía Julia-Claudia.

## En la literatura y la ficción
En la novela Yo, Claudio de Robert Graves, Livia es uno de los personajes principales. A lo largo de la novela es mostrada como un personaje malvado, frío y calculador que recurre a todo tipo de estratagemas para alcanzar sus objetivos, que se resumen en conseguir que su hijo Tiberio suceda a Augusto como emperador. El narrador de la historia, Claudio, la incrimina por múltiples asesinatos, la mayoría de ellos por envenenamiento, entre los que se encontraría el del propio Augusto. 
Las sospechas del narrador se confirman cuando se lo confiesa poco antes de morir, cuando alegó que existía una necesidad de los mismos para evitar que Roma entrase de nuevo en una guerra civil, y le pide a Claudio que la proclame diosa para librarse de las torturas del infierno. En la serie de televisión homónima, Livia es interpretada por Siân Phillips.
En la novela La diosa mortal de Enrique Serrano se muestra una faceta más humana y mucho menos cruel de Livia. Como bien la define el autor, Livia fue una matrona romana, esposa, gobernante, madre, emperatriz y diosa, mortal pero de realizaciones inmortales.
En la serie de HBO Roma, Livia es interpretada por Alice Henley en tres capítulos de la segunda temporada.
La serie de Sky Atlantic Domina examina las luchas de poder de la antigua Roma desde una perspectiva femenina centrándose en la figura de Livia, protagonizada por la actriz Kasia Smutniak y en los primeros capítulos por Nadia Parkes encarnando a Livia en su juventud.